# Dentro di me
"Dentro di me" (em português: "Dentro de mim") foi a canção que representou a Suíça no Festival Eurovisão da Canção 1997 que teve lugar em Dublin, em 3 de maio desse ano.
A canção foi interpretada em italiano por Barbara Berta. Foi a sétima canção a ser interpretada na noite do festival (a seguir à canção eslovena "Zbudi se", interpretada por Tanja Ribič e antes da canção neerlandesa "Niemand heeft nog tijd", interpretada por Mrs. Einstein). A canção suíça terminou em 22.º lugar, tendo recebido um total de 5 pontos. No ano seguinte, a Suíça foi representada por Gunvor que cantou Laß ihn.

## Autores
- Letrista: Barbara Berta
- Compositor: Barbara Berta
- Orquestrador: Pietro Damiani

## Letra
A canção é uma balada, na qual Barbara canta que "dentro dela" há um espaço para o seu amante, ela precisa dele. Ela guarda um lugar no coração para ele. Ela exorta-o para que perceba que apesar se serem diferentes, há hipóteses de estarem juntos.